# Deskription
Deskriptiv (von lateinisch describere ‚beschreiben, umschreiben‘) bezeichnet einen beschreibenden bzw. abbildenden Standpunkt, der den Anspruch einer wertfreien Betrachtung erhebt. Ziel ist eine faktische Darstellung. Beim wissenschaftlichen Arbeiten wird besonders zwischen normativen und deskriptiven Betrachtungen unterschieden, um intersubjektiv nachvollziehbare Grundlagen zu entwickeln, beispielsweise in der Betrachtung politischer Systeme.
Der Gegenbegriff ist die Präskription. In wissenschaftlichen Arbeiten sollen deskriptive und präskriptive Aussagen sorgfältig voneinander unterschieden werden.

## Beispiele
Beispiele für Deskription sind u. a. empirische Erhebungen, die dazu dienen, Aussagen über den gegenwärtigen Zustand der Gesellschaft zu machen (Arbeitslosenzahl), aber auch Analysen menschlichen Verhaltens im Rahmen der Soziologie, Psychologie oder Philosophie. Normative Aussagen wären dahingegen solche, die einen Soll-Zustand beschreiben, etwa Mindestlöhne, oder die „Verhaltensideale“ von Menschen.

## Geschichte
Im Jahr 1905 stellte Bertrand Russell seine Theorie der Deskriptionen vor.